# Поповкине (Курська область)
Поповкине (рос. Поповкино) — село в Дмитрієвському районі Курської області Російської Федерації.
Населення становить 226 осіб. Входить до складу муніципального утворення Поповкинська сільрада.

## Історія
Населений пункт розташований на території українського етнічного та культурного краю Східна Слобожанщина.
Від 2004 року входить до складу муніципального утворення Поповкинська сільрада.

## Населення
| 2002 | 2010 |
| ---- | ---- |
| 305  | ↘226 |